# Кременки (Дивеевский район)

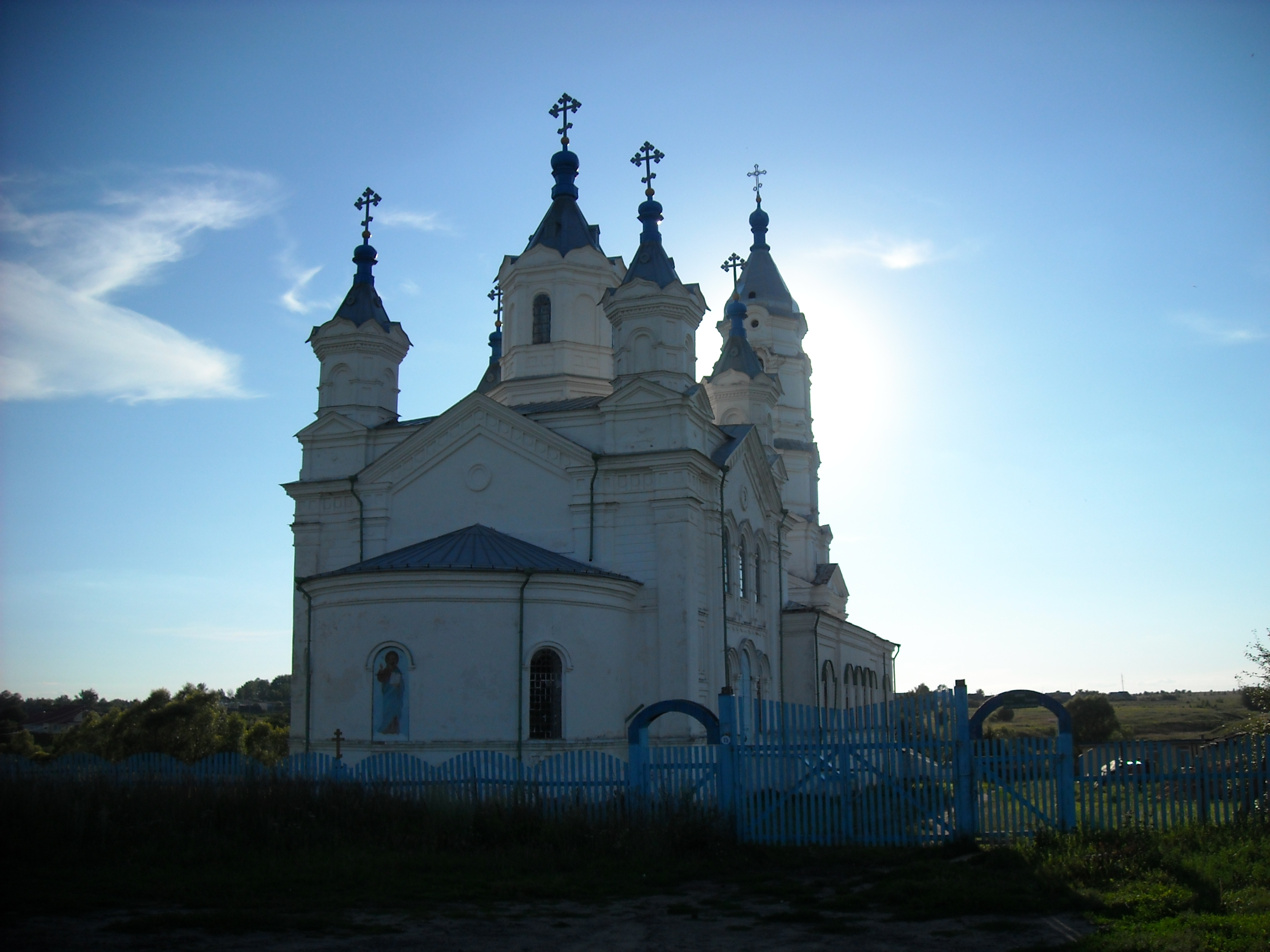
Церковь Покрова Пресвятой Богородицы в селе Кремёнки

Кремёнки — село в Дивеевского района Нижегородской области. Входит в Дивеевский сельсовет.

## География
Расположено в 10 км от с. Дивеево.

## История
Ранее на месте села Кремёнки находилась мордовская деревня Кужендеево, которая была сожжена при подавлении пугачевского восстания. Граф Меллин, чинивший расправу над взбунтовавшейся мордвой, был удивлен упорством жителей деревни, которые не хотели сдаваться царским войскам и предпочитали сжигать себя, запершись в деревянных избах. Граф писал в своем донесении: «Это не люди, а кремни». После этого деревня стала называться Кремёнками.

## Население
| 2002 | 2010 |
| ---- | ---- |
| 616  | ↘588 |

## Русская православная церковь
В селе расположена православная церковь в честь Покрова Пресвятой Богородицы (1880 год). Около села находится Явленный источник.